# Natalie Obkircher
Natalie Obkircher (Geldern, RFA, 7 de febrero de 1971) es una deportista italiana que compitió en luge en la modalidad individual.
Ganó cinco medallas en el Campeonato Mundial de Luge entre los años 1991 y 1997, y seis medallas en el Campeonato Europeo de Luge entre los años 1990 y 2000.
Participó en cuatro Juegos Olímpicos de Invierno, entre los años 1992 y 2002, ocupando el quinto lugar en Nagano 1998, en la prueba individual.

## Palmarés internacional
| Campeonato Mundial | Campeonato Mundial    | Campeonato Mundial | Campeonato Mundial |
| Año                | Lugar                 | Medalla            | Prueba             |
| ------------------ | --------------------- | ------------------ | ------------------ |
| 1991               | Winterberg (Alemania) | Medalla de bronce  | Equipo             |
| 1993               | Calgary (Canadá)      | Medalla de bronce  | Equipo             |
| 1995               | Lillehammer (Noruega) | Medalla de plata   | Equipo             |
| 1996               | Altenberg (Alemania)  | Medalla de bronce  | Equipo             |
| 1997               | Igls (Austria)        | Medalla de bronce  | Equipo             |
| Campeonato Europeo |                       |                    |                    |
| Año                | Lugar                 | Medalla            | Prueba             |
| 1990               | Igls (Austria)        | Medalla de bronce  | Equipo             |
| 1992               | Winterberg (Alemania) | Medalla de bronce  | Equipo             |
| 1994               | Königssee (Alemania)  | Medalla de oro     | Equipo             |
| 1996               | Sigulda (Letonia)     | Medalla de bronce  | Equipo             |
| 1998               | Oberhof (Alemania)    | Medalla de plata   | Equipo             |
| 2000               | Winterberg (Alemania) | Medalla de bronce  | Equipo             |